# Gros (Saint-Sébastien)
Pour les articles homonymes, voir Gros.
Gros est un quartier de la ville de Saint-Sébastien (Guipuscoa en Espagne). Il est situé dans la partie orientale de la localité et est délimité au nord par le golfe de Gascogne, au sud par le quartier d'Egia, à l'est par le mont Ulia et à l'ouest par la rivière Urumea.

## Historique
Son origine remonte au XIXe siècle quand des travaux ont été on a entamés sur les bancs de sable étendus sur la rive droite de l'Urumea avec le plan Gogorza, puis l'extension Tomás Gros en 1894 (pour nommer le quartier, on adoptera finalement le nom de  famille de ce dernier architecte). La Société Immobilière du Kursaal (Sociedad Inmobiliaria del Kursaal) a finalement achevé le quartier en gagnant du terrain à la mer. Avec le temps, il a été transformé : après avoir été un quartier surtout industriel, il est devenu un quartier de services et peut-être la zone la plus chère de Saint-Sébastien, avec le Centre-Ville. En effet, par rapport au secteur immobilier, on doit souligner le nombre important d'immeubles dans cette zone, le mètre carré dépassant en moyenne les 7 000 euros.

## Activités
L'activité commerciale est dynamique et, ces dernières années, Gros est devenu une zone de consommation de boisson, avec de nombreux bars, et en un passage obligé pour les personnes appréciant les pintxos. On y trouve aussi la plage de la  Zurriola, la plus récente des quatre plages de la ville, fréquentée par les amoureux et les professionnels du surf, et le palais des congrès Kursaal (Kursaal Kongresu Jauregia - Palacio de Congresos Kursaal).

## Rues du quartier
- Agirre Miramon, Rue / Agirre Miramon Kalea
- Ategorrieta, Avenue / Ategorrietako Hiribidea (en partie)
- Bermingham, Rue / Bermingham Kalea
- Biteri, Place / Biteri Plaza
- Bitoriano Iraola, Place / Bitoriano Iraola Plaza
- Carquizano, Rue / Karkizano Kalea
- Cataluña, Place / Katalunia Plaza
- Claudio Antón de Luzuriaga, Rue / Klaudio Anton Luzuriaga Kalea
- Corta, Rue / Kale Laburra
- Colón, Allée / Kolon Pasealekua
- Doctor Claudio Delgado, Rue / Doktor Klaudio Delgado Kalea
- Dunas, Rue / Dunen Kalea
- Euskadi, Place / Euskadi Plaza
- Fleming, Parc / Fleming Parkea
- General Artetxe, Rue / Artetxe Jeneralaren Kalea
- Gloria, Rue / Gloria Kalea
- Gran Vía, Rue / Galtzara Nagusia
- Huertas, Rue  / Baratze Kalea
- Jesús María de Leizaola, Allée  / Jesus Maria Leizaola Pasealekua
- Iparragirre, Rue / Iparragirre Kalea
- Iztueta, Rue de / Iztueta Kalea
- José Arana (es), Rue / Jose Arana Kalea
- José María Soroa, Rue / Jose Maria Soroa Kalea
- José Miguel de Barandiaran, Allée / Jose Migel Barandiaran Pasealekua
- Lapurdi, Place / Lapurdi Plaza
- Luis Pedro Peña Santiago, Allée / Luis Pedro Peña Santiago Pasealekua
- Marino Tabuyo, Rue  / Marino Tabuyo Kalea
- Miracruz, Rue / Mirakruz Kalea
- Miguel Imaz, Rue / Migel Imaz Kalea
- Misericordia, Rue / Miserikordia Kalea
- Nafarroa Beherea, Place / Nafarroa Beherea Plaza
- Navarra, Avenue / Nafarroako Hiribidea
- Nueva, Rue / Kale Berria
- Oiartzun, Rue  / Oiartzun Kalea
- Padre Claret, Place / Aita Klaret Plaza
- Padre Larroca, Rue / Aita Larroka Kalea
- Particular de Ategorrieta, Rue / Ategorrietako Kale partikularra
- Pasajes, Rue de/ Pasaia Kalea
- Peña y Goñi, Rue / Peña y Goñi Kalea
- Pinares, Place / Pinudi Plaza
- Ramón María Lili, Paseo / Ramon Maria Lili Pasealekua
- Ramón y Cajal, Rue / Ramon y Cajal Kalea
- Rentería, Rue / Errenderia Kalea
- Ronda, Rue / Erronda Kalea
- San Blas, Rue / San Bladi Kalea
- San Francisco, Rue / San Frantzisko Kalea
- Santa Catalina, Pont / Santa Katalina Zubia (en partie)
- Secundino Esnaola, Rue / Sekundino Esnaola Kalea
- Secundino Esnaola, Place / Sekundino Esnaola Plaza
- Segundo Izpizua, Rue / Segundo Izpizua Kalea
- Tomás Gros, Rue / Tomas Gros Kalea
- Trueba, Rue / Trueba Kalea
- Txofre, Rue / Txofre Kalea
- Txofre, Place / Txofre Plaza
- Usandizaga, Rue / Usandizaga Kalea
- Vasconia, Place / Euskal Herria Plaza
- Zabaleta, Rue / Zabaleta Kalea
- Zemoriya, Rue / Zemoriya Kalea (en partie)
- Zuberoa, Place / Zuberoa Plaza
- Zurriola, Avenue / Zurriola Hiribidea
- Zurriola, Allée / Zurriola Pasealekua
- Zurriola, Pont / Zurriola Zubia (en partie)